# Dierama adelphicum
Dierama adelphicum är en irisväxtart som beskrevs av Olive Mary Hilliard. Dierama adelphicum ingår i släktet Dierama och familjen irisväxter. Inga underarter finns listade i Catalogue of Life.